# Буайе, Жан (французский политик, 1923)
Жан Буайе́ (фр. Jean Boyer; 1 августа 1923, Уайё — 18 июля 2010) — французский политик.
Окончив Высшую школу текстильной промышленности в Лионе, в 1945 году стал директором шёлкоткацкой фабрики в Жийонне. В 1958 году был избран в генеральный совет департамента Изер от кантона Ла-Кот-Сент-Андре и сохранял депутатский мандат до 1994 года. Одновременно в 1965—1989 гг. был мэром Жийонне. В 1966 году вступил в Республиканскую партию.
В 1968—1978 гг. Буайе был депутатом Национальное собрания, нижней палаты Парламента Франции. Проиграв выборы 1978 года социалисту Кристиану Нуччи, он возглавил отделение новосозданной партии Союз за французскую демократию в своём департаменте и в 1983 г. был избран в Сенат Франции, подтвердив свой мандат на выборах 1992 года.
В 1999 году Буайе вместе с бывшим министром Аленом Кариньоном был признан судом в Гренобле виновным в растрате государственных средств и приговорён к 15 месяцам тюрьмы условно и к штрафу в 50 000 франков, что и стало фактическим концом его политической карьеры. Срок действия его депутатского мандата истёк в 2001 году.
Помимо занятий политикой Бойе на протяжении нескольких десятилетий возглавлял Ассоциацию Гектора Берлиоза — организацию, занимавшуюся популяризацией творчества этого французского композитора. Ассоциация с 1954 году проводила Фестиваль Гектора Берлиоза в Ла-Кот-Сент-Андре.